# Francisco Luis Rivière Manén
Francisco Luis Rivière Manén (Barcelona, 2 d'agost de 1897 - 18 de maig de 1980) fou un empresari i polític català.

## Biografia
Era net de François Rivière Bonneton, empresari francès establert a Barcelona, i fill de Francisco Rivière y Chavany (1867-1922) i Antònia Manén i Massana. Es casà amb Pilar Ribas Seva, germana de José Ribas Seva. A insistència del seu pare, el 1914 va ingressar a l'Escola d'Enginyers Industrials de Barcelona, on es graduà el 1920. Va aprendre idiomes a Suïssa i, el 1922 va visitar Cockerill, Krupp i Charleroi. Entre 1920 i 1925 es va organitzar el primer laboratori d'assajos a la fàbrica de Can Tunis per a control de fabricació i la mort del seu pare en 1922 es va incorporar a la direcció de "Rivière i Companyia". L'any 1925, va visitar fàbriques que subministraven màquines i productes a Londres, Brigton, Warrington, Liverpool, Sheffield i Norwich.
Sis anys després, ell i el seu cosí Fernando Rivière de Caralt foren nomenats únics apoderats generals i al 1935, es va constituir "Rivière Societat Anònima"(RSA). Durant aquests anys va fer nombrosos viatges per Europa i Espanya per tal d'establir una sòlida xarxa comercial. Durant la guerra civil espanyola la fàbrica fou confiscada i tota la família va fugir a França. Van tornar en acabar la guerra, i gràcies als sòlids contactes amb les autoritats franquistes reorganitzà i expandí l'empresa. Fou nomenat diputat de l'àrea de cultura de la Diputació de Barcelona, i aprofità la seva influència per a restablir la Biblioteca Central de Barcelona, l'Escola del Treball de Barcelona i l'Escola de Pèrits Industrials de Barcelona. En 1960 va deixar la gerència de l'empresa, en 1965 la presidència del consell d'administració i en 1977 el càrrec de conseller.
Va morir el 1980, quan Luis Varela va esdevenir soci majoritari de "Rivière Societat Limitada". Va mantenir aquesta posició fins que el 1999 va ser absorbida per la Celsa.